# Sälteskär
Sälteskär är en ö i Finland. Den ligger i Finska viken och i kommunen Ingå i landskapet Nyland, i den södra delen av landet. Ön ligger omkring 60 kilometer sydväst om Helsingfors.
Öns area är 9,3 hektar och dess största längd är 0,6 kilometer i öst-västlig riktning.